# Wisła Wielka
Wisła Wielka is een dorp in de Poolse woiwodschap Silezië. De plaats maakt deel uit van de gemeente Pszczyna en telt 1900 inwoners.